# Субботниковское сельское поселение
Субботниковское сельское поселение — упразднённое муниципальное образование в составе Сычёвского района Смоленской области России.
Административный центр — деревня Субботники.
Образовано Законом Смоленской области от 20 декабря 2004 года. Упразднено Законом Смоленской области от 28 мая 2015 года с включением всех входивших в его состав населённых пунктов в Никольское сельское поселение.

## Географические данные
- Общая площадь: 157 км²
- Расположение: восточная часть Сычёвского района
- Граничит:
  - на северо-востоке и востоке — с  Гагаринский район Смоленской области
  - на юге — Суторминским сельским поселением
  - на юго-западе — с Мальцевским сельским поселением
  - на западе — с Никольским сельским поселением
  - на северо-западе — с Хлепенским сельским поселением
- Крупные реки: Лусса, Ракитня.

## Население
| 2011 | 2012 | 2013 | 2014 | 2015 |
| ---- | ---- | ---- | ---- | ---- |
| 600  | ↘588 | ↘581 | ↘557 | ↘550 |

## Населённые пункты
На территории поселения находилось 17 населённых пунктов.
- Субботники, деревня
- Бобышево деревня
- Бурдово, деревня
- Колокольня, деревня
- Кукино, деревня
- Леушники, деревня
- Лычники, деревня
- Никитино, деревня
- Ноздринка, деревня
- Перевесье, деревня
- Подберезье, деревня
- Попсуево, деревня
- Попцово, деревня
- Прудище, деревня
- Пырьево, деревня
- Соколино, деревня
- Ярыгино, деревня

## Экономика
Сельхозпредприятия, магазины, деревообработка, охотохозяйства .